# I skogen
I skogen är en svensk långfilmsdokumentär från 2017 av Emil Moberg Lundén och Jonathan Ki Lindhult.
Filmen handlar om manlig vänskap och skildrar två vänners liv under några veckor i en för dem ovan miljö – skogen.
Filmen har fått produktionsbidrag (20 000 kronor) från Filmregion Sydost. Göteborgs stad har köpt visningsrättigheterna för att använda filmen i sitt arbete med barn och ungdomar.

### Webbkällor
- https://www.nwt.se/2018/12/06/det-gar-att-skapa-sitt-aventyr-fran-ingenting/
- https://sverigesradio.se/sida/artikel.aspx?programid=93&artikel=7108859